# Chiens des neiges
Pour plus de détails, voir Fiche technique et Distribution.
Chiens des neiges (Snow Dogs) est un film américain sorti en 2002, réalisé par Brian Levant et produit par Walt Disney Pictures. L'histoire reprend la trame du livre Winterdance, de Gary Paulsen.

## Synopsis
Ted Brooks (Cuba Gooding Jr.), un dentiste travaillant à Miami, hérite de huit magnifiques Husky de compétition et d'un border collie. Il doit se rendre en Alaska pour s'occuper de ces chiens de traîneaux espiègles et totalement incontrôlables. Par la même occasion, il s'engage dans une grande course. Mais Tonnerre Jack (James Coburn), un montagnard irascible, se montre prêt à tout pour récupérer les animaux en question et renvoyer ce citadin d'où il vient.

## Fiche technique
- Réalisation : Brian Levant
- Scénario : Jim Kouf, Tommy Swerdlow, Michael Goldberg, Mark Gibson et Philip Halprin
- D'après le livre de Gary Paulsen, Winterdance: the Fine Madness of Running the Iditarod
- Musique : John Debney
- Décors : Stephen J. Lineweaver
- Costume : Monique Prudhomme
- Photographie : Thomas E. Ackerman
- Montage : Roger Bondelli
- Producteur : Casey Grant
Jordan Kerner
- Distribution : Buena Vista Distribution
- Format : 1,85:1
- Pays de production :  États-Unis -  Canada
- Langue : Anglais
- Dates de sortie :
  - États-Unis : 18 janvier 2002
  - Belgique : 23 octobre 2002
  - France : 23 octobre 2002

## Distribution

### Humains
- Cuba Gooding Jr. (V. F. : Thierry Desroses ; VQ : Pierre Auger)[1] : Dr Theodore "Ted" Brooks
- Joanna Bacalso (en)  (VF : Laëtitia Lefebvre ; VQ : Nadia Paradis)[2] : Barb
- James Coburn (VF : Philippe Bouclet ; VQ : Yves Massicotte) : James "Thunder Jack" Johnson
- Sisqó (VF : Cédric Dumond ; VQ : Patrice Dubois) : Dr Rupert Brooks
- Ron Small (VQ : Aubert Pallascio) : Arthur
- M. Emmet Walsh (VF : Marc de Georgi ; VQ : Claude Préfontaine) : George
- Nichelle Nichols (VF : Michèle Bardollet ; VQ : Élizabeth Chouvalidzé) : Amelia Brooks
- Jean Michel Paré (VQ : Martin Watier) : Olivier
- Michael Bolton : Lui-même
- Jascha Washington : Ted, jeune

### Chiens
- Fly dans le rôle de Nana
- D.J. dans le rôle de Demon
- Floyd dans le rôle de Mac
- Speedy dans le rôle de Scooper
- Shadow dans le rôle de Diesel
- Buck dans le rôle de Sniff
- Koda dans le rôle de Yodel
- Gloria dans le rôle de Dutchess

D.J., Koda, et Floyd ont également joué dans le film Antartica, prisonniers du froid.

## Production
La plupart des scènes ont été tournées à Canmore, Alberta. La ville de Tolketna, en Alaska dans laquelle prend place le film a été inventée.
La plupart des chiens et des mushers figurant dans le film ont été recrutés directement sur place.

## Récompenses
John Debney fut récompensé d'un ASCAP Award en 2003 pour la bande son de "Chiens des neiges".